# Holkyxa

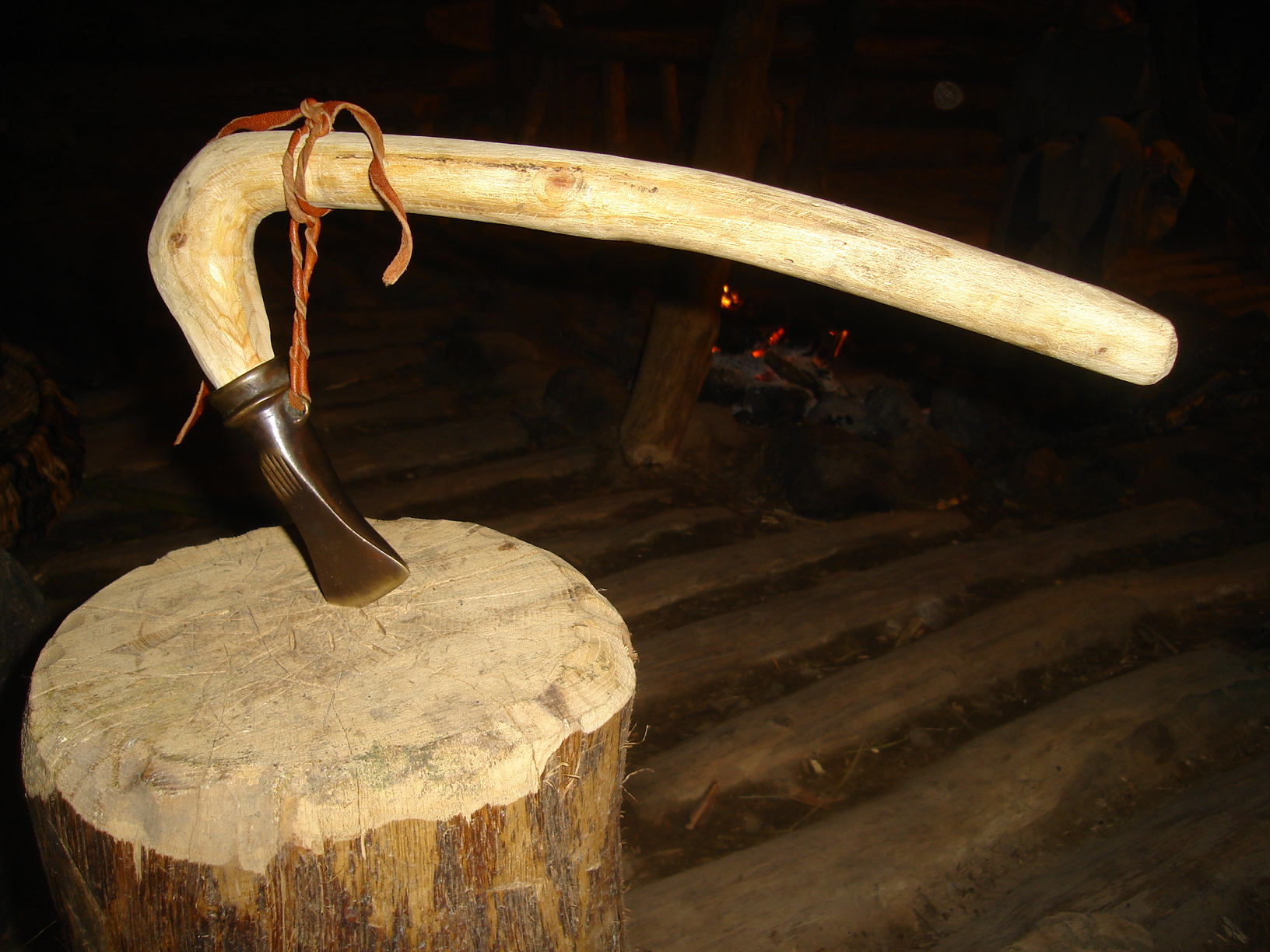
Hopmonterad holkyxa.

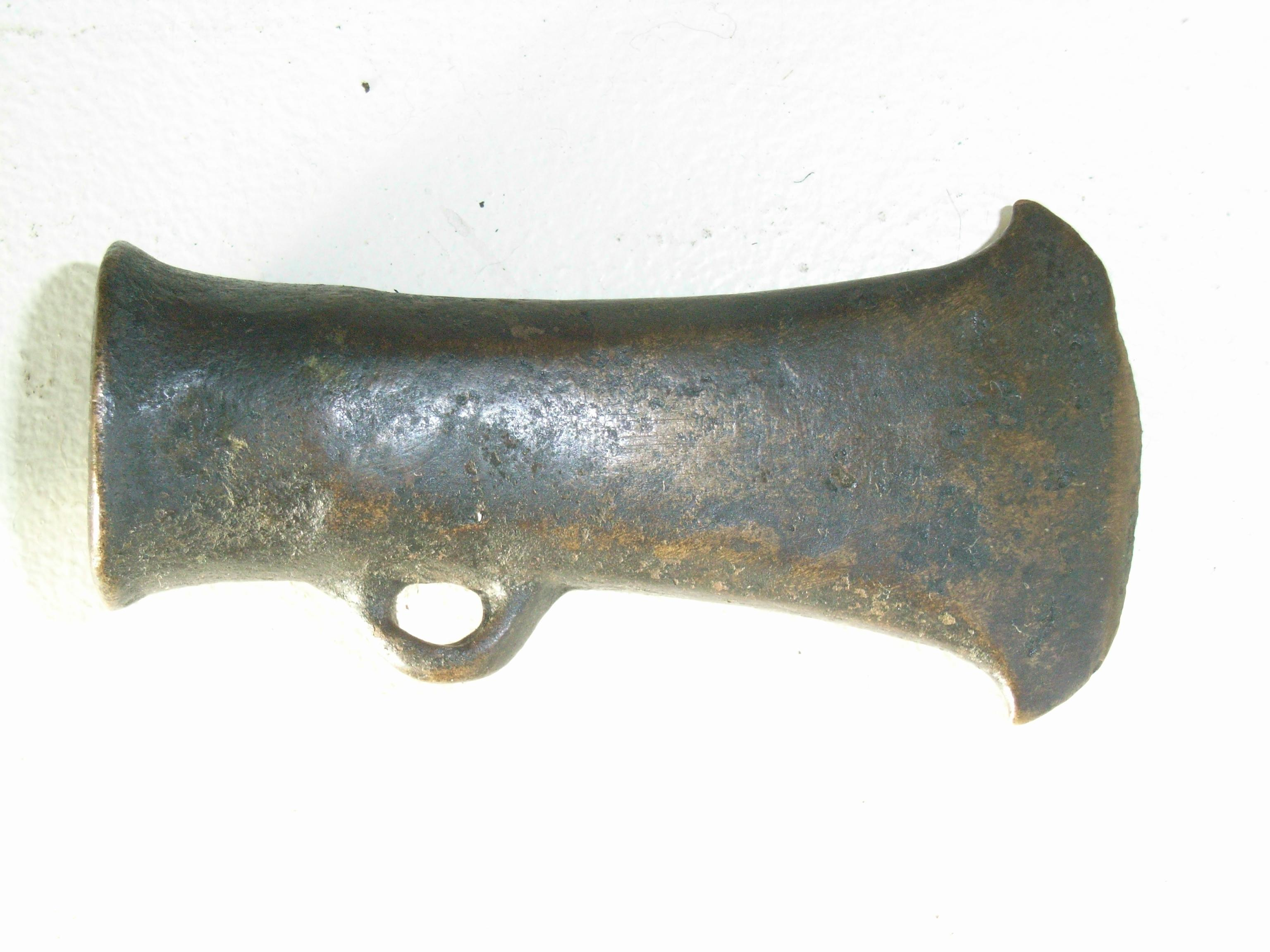
Exempel på holkyxa från bronsåldern (1500 f.Kr.-500 f.Kr.).

Holkyxa eller hålcelt (se celt) är en typ av yxa som var den vanligaste typen av arbetsyxa under bronsåldern (1700 f.Kr.-500 f.Kr.). Yxan hade ett kilformigt yxhuvud med holkfäste, det vill säga en urholkning i bakänden av huvudet, istället för skafthål lodrätt genom huvudet som hos vanliga yxor, varvid huvudet fästs till skaftet via en utväxande krok som huvudet träs på. Infästning gjordes vanligen med en spännrem från en ögla nedtill huvudet som åtspändes bak över skaftnacken.

## Historia
Under bronsåldern började stenyxorna, som under stenåldern tillverkades av till exempel flinta eller diabas, att trängas undan av yxor med huvuden tillverkade av koppar och brons. Till att börja med var dessa ofta rena avbildningar av stenyxor och det förekom även att bronsyxor kopierades i sten.
Formgjutning i brons tillät yxhuvuden att gjutas i samma form och en yxmodell kunde därför kopieras och massproduceras. Genom att yxan gjordes ihålig, och skaftet istället stacks in i bladet, erhölls en funktionsduglig arbetsyxa med minimal materialåtgång. De äldre holkyxorna var ganska långa, men de kom efter hand att ersättas med mindre typer, där en utsvängd egg kompenserade den mindre storleken.
Holkyxan kännetecknas av den vanligen trattformiga uttagningen för det vinkelböjda skaftet. Holkyxan började under slutet av bronsåldern även tillverkas av järn, och förekommer under järnåldern (500 f.Kr.-300 f.Kr.) jämsides med skafthålsyxan. Under järnåldern efterbildades först de gamla yxtyperna, till exempel holkyxan, i järn, men det nya materialets möjligheter gjorde att utseendet på yxorna gradvis förändrades. De skafthålslösa yxorna försvann och ersättas av yxor med hål för skaftet. När yxan under  stenåldern försågs med skaft utvecklades flera olika typer av yxor som kan delas in i två huvudgrupper: skafthålslösa yxor och skafthålsyxor. De skafthålslösa yxorna saknade, som namnet anger, skafthål och var i allmänhet bruksföremål tillverkade av flinta, grönsten eller skiffer, exempelvis kärnyxor.

## Avsatsyxa
Avsatsyxa är en annan typ av bronsyxa som förekom under en kort period under äldre bronsålder (1500 f.Kr.-1000 f.Kr.). Karakteristiskt för yxtypen är den avtunnade nacken vilken ska fästas i ett delat träskaft. Eggen är ofta utsvängd och sidokanterna kan vara ornerade med spiral- eller vinkelmönster. Avsatsyxan skaftades i ett nackhöjt träskaft, där änden klövs i två delar och surrades fast med skinnremsor. Samtidigt utvecklades holkyxan (celt) som blev dominerande under hela bronsåldern. 

## Galleri

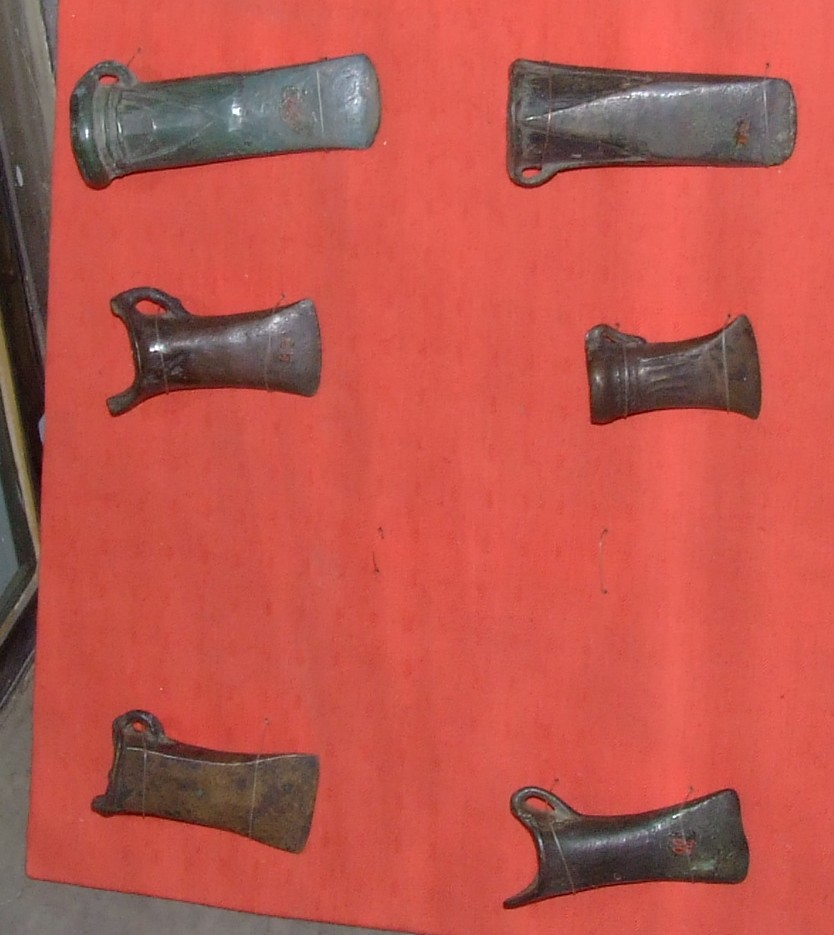
Holkyxhuvuden från Transsylvanien.
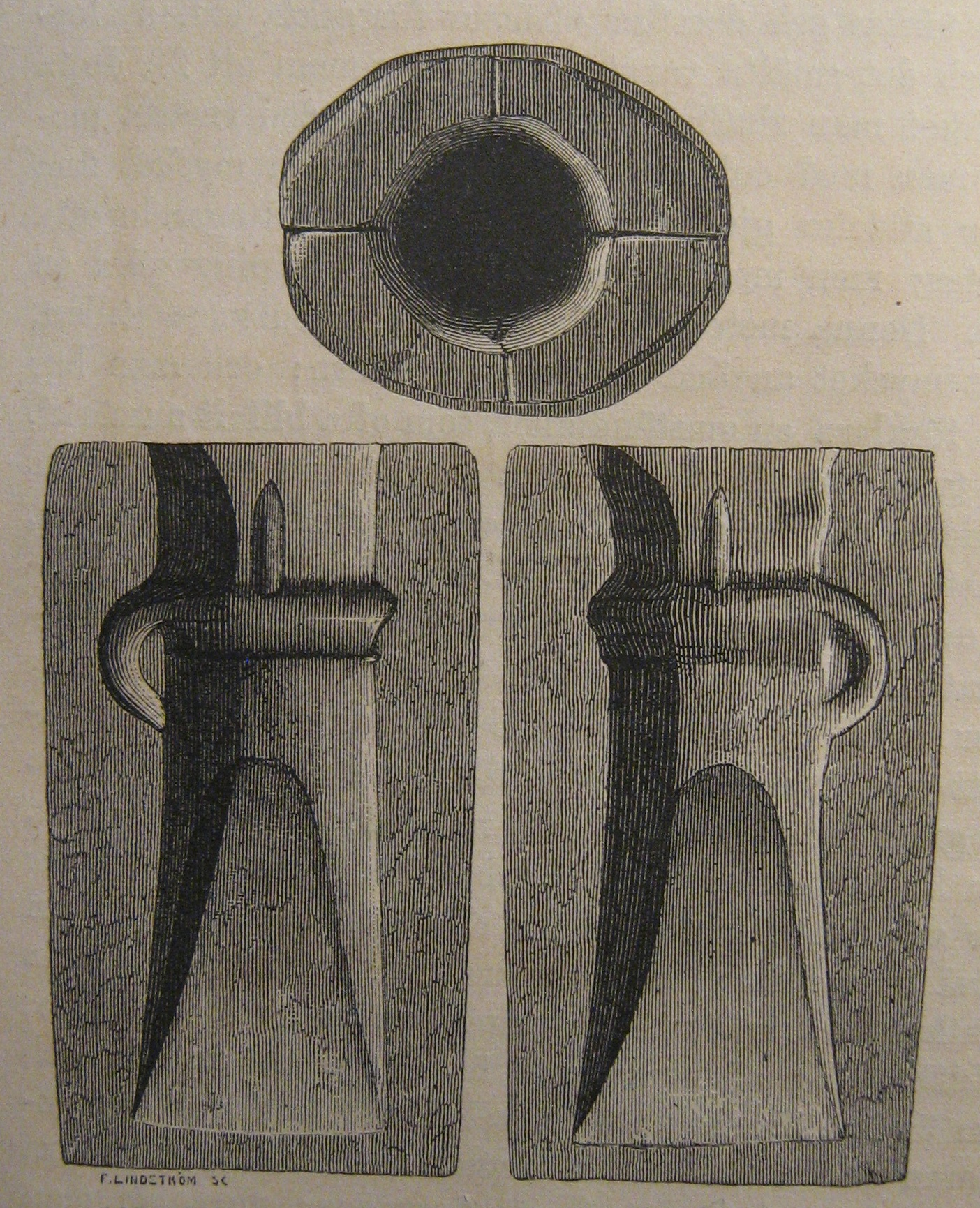
Gjutform för holkyxor tillverkad av skiffer, funnen i Skåne.
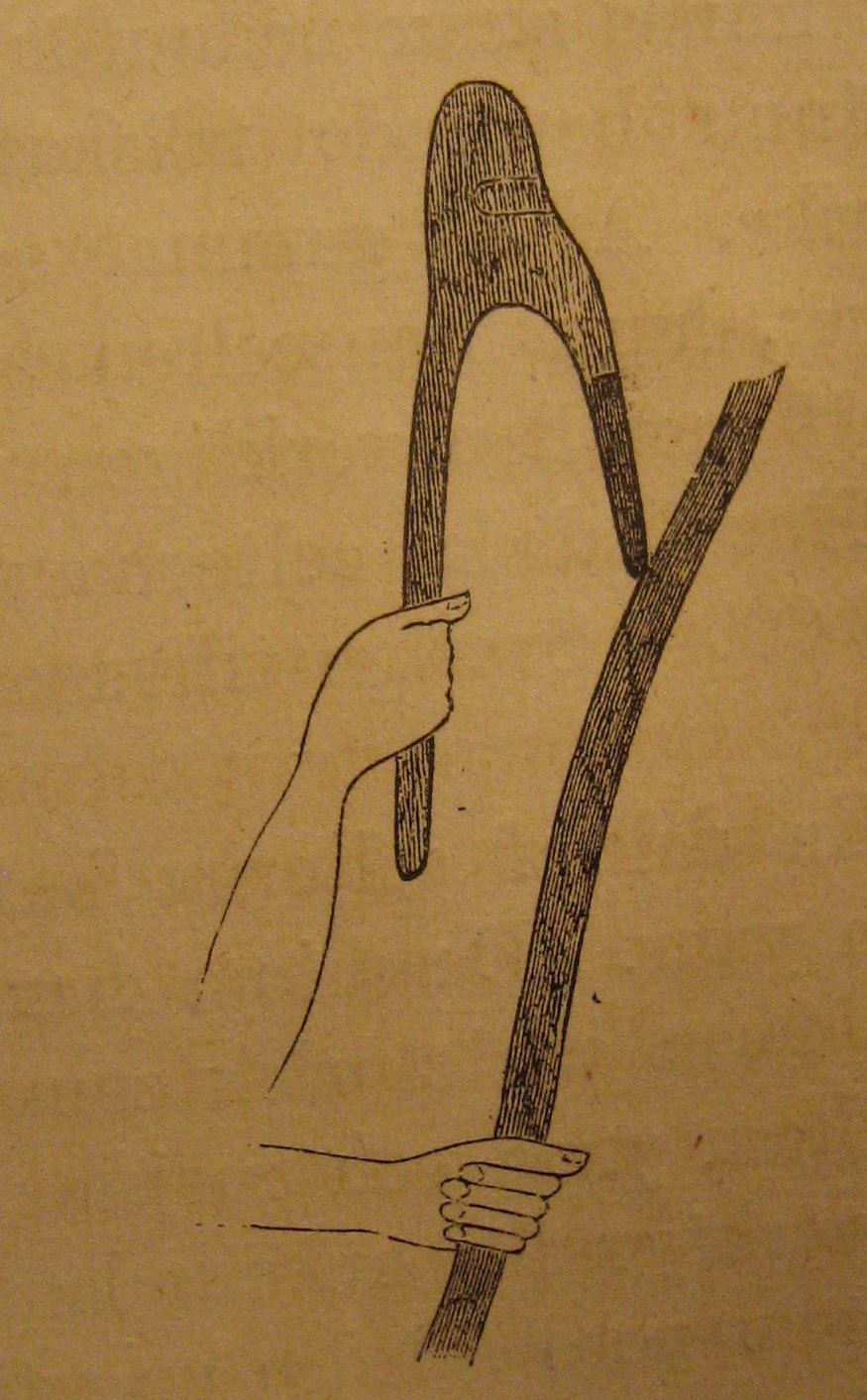
Holkyxa i användning, från en Egyptisk målning.
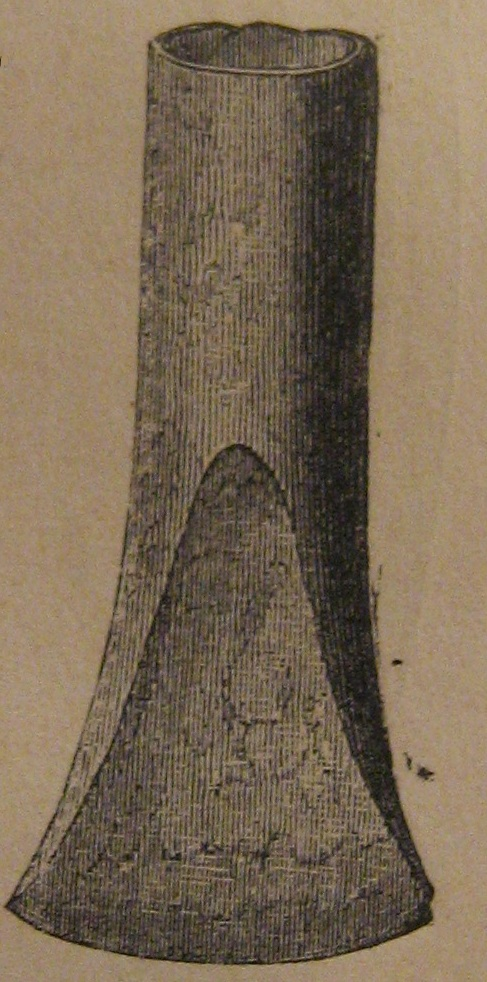
Holkyxa i järn, fynd från Gotland.